# Gustafs
Gustafs è un villaggio svedese nel comune di Säter. Il villaggio, che si trova tra Borlänge e Säter, è noto per la Gustafskorv, un insaccato a base di carne equina.
A Gustafs passa la Dalabanan, la linea ferroviaria tra Borlänge ed Uppsala. In aggiunta ci passa la Riksväg, la strada nazionale, numero 70.